# برتی فیشر
برتی فیشر (انگلیسی: Bertie Fisher; ۱۳ ژوئیهٔ ۱۸۷۸ – ۲۴ ژوئیهٔ ۱۹۷۲) فرد نظامی اهل بریتانیا بود. وی همچنین برندهٔ جوایزی همچون نشان حمام شده‌است.